# مرکز بازرگانی لورینگ
مرکز بازرگانی لورینگ (به انگلیسی: Loring Commerce Center) یک فرودگاه همگانی است که یک باند فرود آسفالت و بتن دارد و طول باند آن ۳۶۸۸ متر است. این فرودگاه در کشور ایالات متحده آمریکا قرار دارد و در ارتفاع ۲۲۷ متری از سطح دریا واقع شده است.